# Улица Голодеда
Улица Голоде́да (бел. Вуліца Галадзеда) — улица в микрорайоне Чижовка Заводского района Минска. Названа в честь Николая Матвеевича Голодеда, белорусского государственного деятеля, председателя СНК БССР, секретаря ЦК КП(б)Б.

## Расположение
Улица начинается от пересечения с улицей Машиностроителей и технологическим проездом Минского автозавода. Пересекает улицу Свислочскую, реку Свислочь, улицы Уборевича, Ауэзова, Ташкентскую, а также проезд Ташкентский. Улица завершается поворотом на проезд Уборевича, продолжение улицы по состоянию на 2020 год застраивается (микрорайон Корзюки). Протяжённость улицы — ок. 3,2 км. Нумерация домов — от улицы Машиностроителей, хотя первые адресные объекты находятся в 900 м от начала улицы.
На улице расположены ЗАГС Заводского района, аллея молодожёнов, торговый дом «На Голодеда». На улице расположены также церковь святого Георгия Победоносца и южная часть парка имени 900-летия Минска.

## История
До 1960-х годов на территории будущей улицы располагались поля деревни Чижовка, в середине десятилетия началось освоение микрорайона. В 1967 году новая улица в микрорайоне Чижовка была названа в честь реабилитированного в 1956 году Голодеда; в его честь был также назван проезд, расположенный перпендикулярно улице. Мемориальная доска в память о Голодеде расположена на доме № 2. К 1960-м годам относится начало застройки улицы многоэтажными домами.

## Транспорт
По улице курсируют автобусы и троллейбусы (троллейбусные диспетчерские станции Чижовка-1 и Чижовка-6 расположены на этой улице), а также маршрутные такси.

## Образование (улица + проезд)
- Музыкальная школа №43 (Голодеда, 4)
- Средняя школа №135 (пр-д Голодеда, 7/2)[значимость?]
- Детский сад №83 (пр-д Голодеда, 5)[значимость?]
- Детский сад №322 (Голодеда, 21)
- Детский сад №175 (Голодеда, 24)